# Rio de Mouro
Rio de Mouro es una freguesia portuguesa del municipio de Sintra, con un área de 16,43 kilómetros cuadrados y una población de 46.022 habitantes (2001). La densidad poblacional asciende a 2 800,6 hab/km². Fue convertido en villa el 2 de julio de 1993. Tiene como patrona Nuestra Señora de Belén.

## Patrimonio
- Igreja de Nossa Senhora de Belém o Igreja Matriz de Rio de Mouro
- La Casa-Museo Leal da Câmara

La Casa-Museo Leal da Câmara, ubicada en Rinchoa,  fue después de 1930 la casa donde vivió el Maestro Leal da Câmara. El edificio fue propiedad de Sebastião José de Carvalho e Melo, marqués de Pombal,tenía la función de almacén de cambio de caballos. En el siglo XIX sirvió como hospital de campaña de las tropas portuguesas durante las guerras napoleónicas. En el siglo XX y en tiempos del artista Leal da Câmara llegó a ser una escuela primaria. Sin embargo pocos años después de la muerte del artista fue donada al municipio de Sintra. En la actualidad y desde julio de 2003 la casa es un espacio donde se exhiben pinturas, dibujos, artes decorativas, así como diversas colecciones del artista.
- Datos: Q1631953
- Multimedia: Rio de Mouro / Q1631953